# Wartenberg (Bavaria)
Wartenberg (Bayern) este o comună-târg din districtul Erding, regiunea administrativă Bavaria Superioară, landul Bavaria, Germania.